# What Do You Mean?
Singles de Justin Bieber
Where Are Ü Now
(2015) Sorry
(22 octobre 2015)
What Do You Mean? est un single du chanteur canadien Justin Bieber, présent dans quatrième album Purpose. Le single a été annoncé le 28 juillet 2015 et sorti le 28 août 2015.
La critique a très bien accueilli ce nouveau morceau. C'est un succès commercial à la première place du Billboard Hot 100 et à la troisième place en France.
Un remix officiel de ce titre est réalisé avec Ariana Grande, diffusé uniquement sur ITunes,.
Le clip vidéo cumule plus de deux milliards de visionnages sur la plateforme YouTube

## Certification
| Région                                                                                                 | Certification | Ventes/Streams |
| --- | ------------- | -------------- |
| Belgique (BEA)                                                                                         | Platine       | 20 000*        |
| *Ventes selon la certification ^Mise en rayon selon la certification xNon précisé par la certification |               |                |